# Symplocos tinctoria
Symplocos tinctoria là một loài thực vật có hoa trong họ Dung. Loài này được (L.) L'Hér. miêu tả khoa học đầu tiên năm 1791.

## Hình ảnh

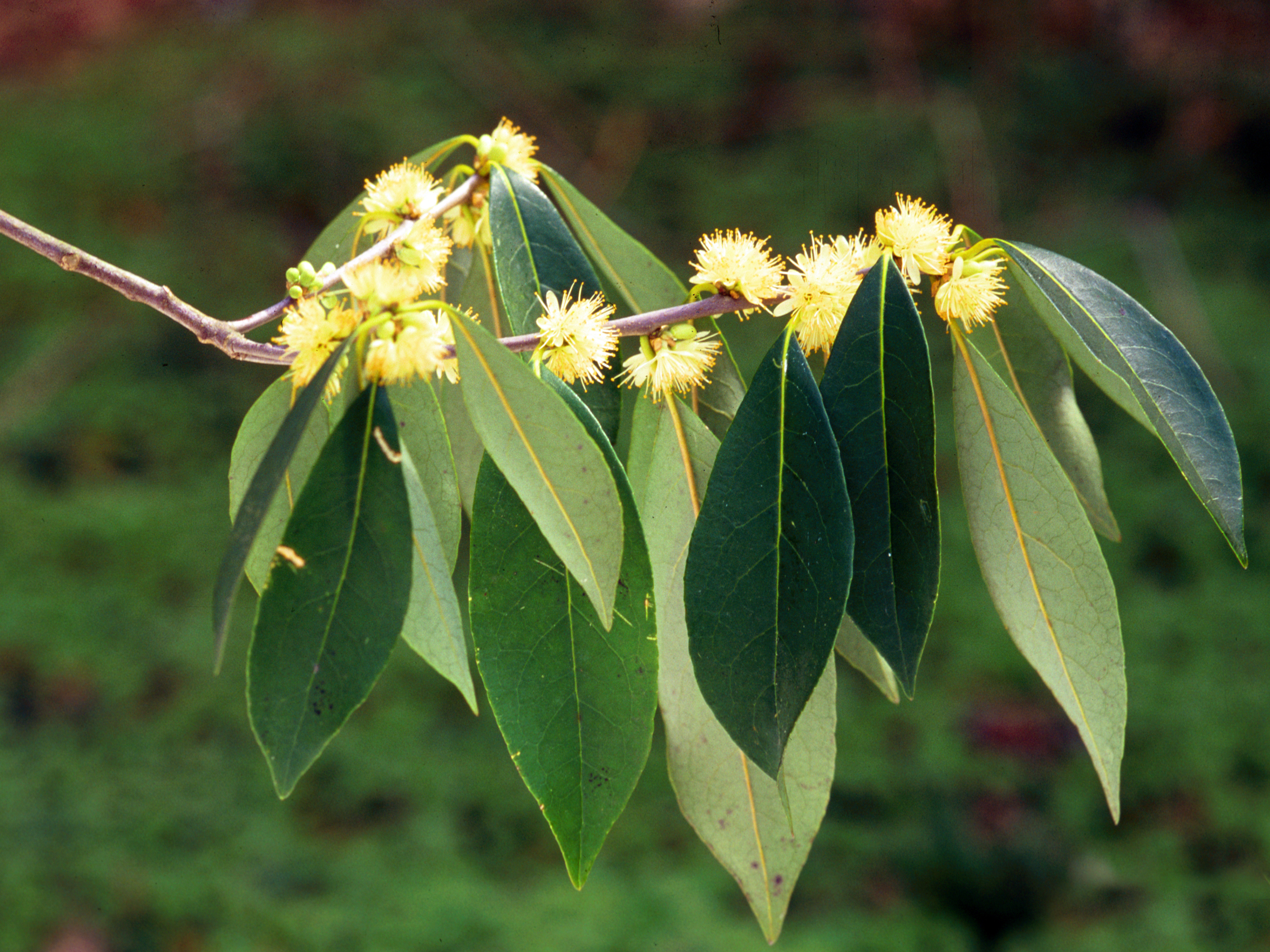
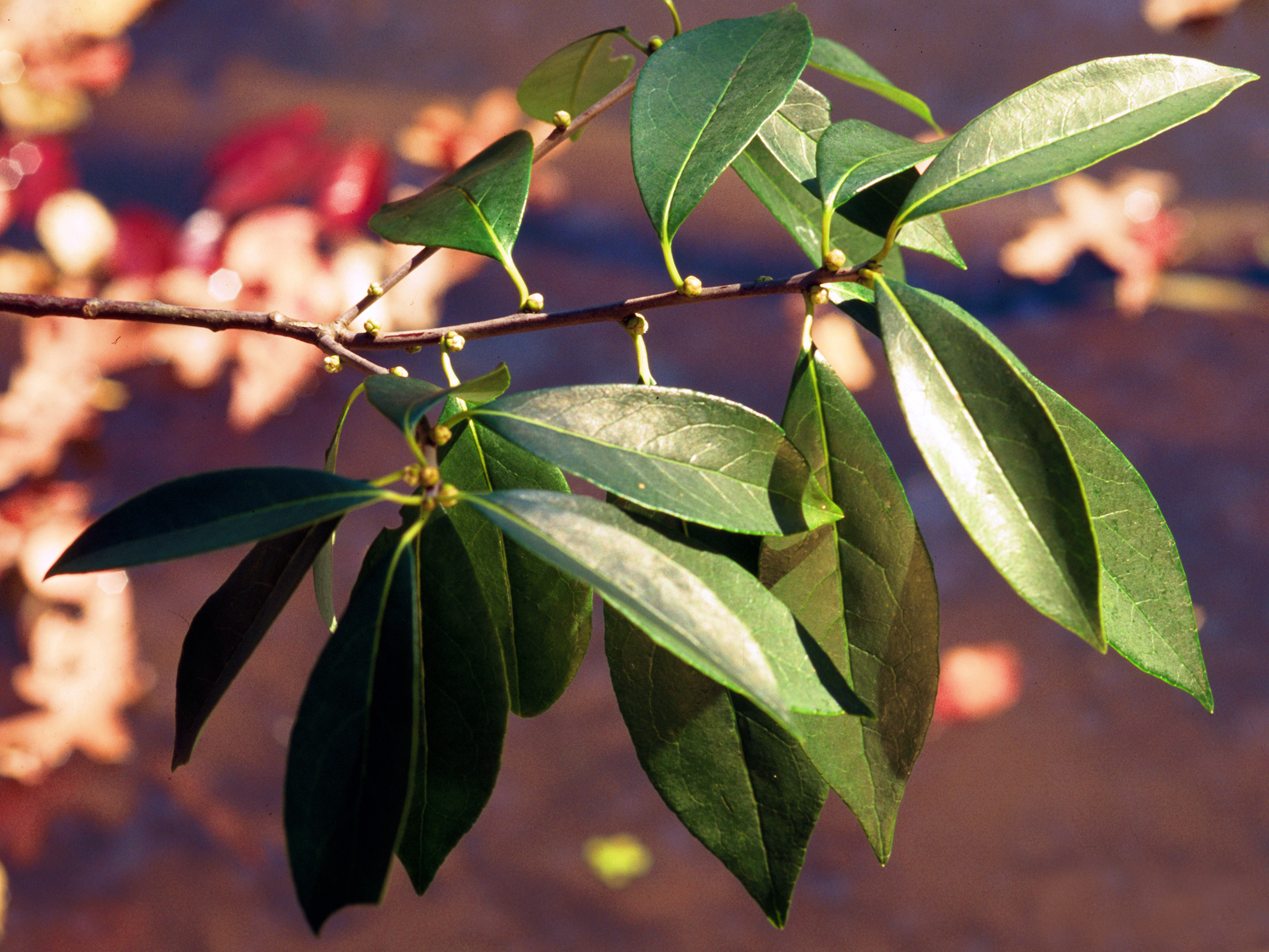
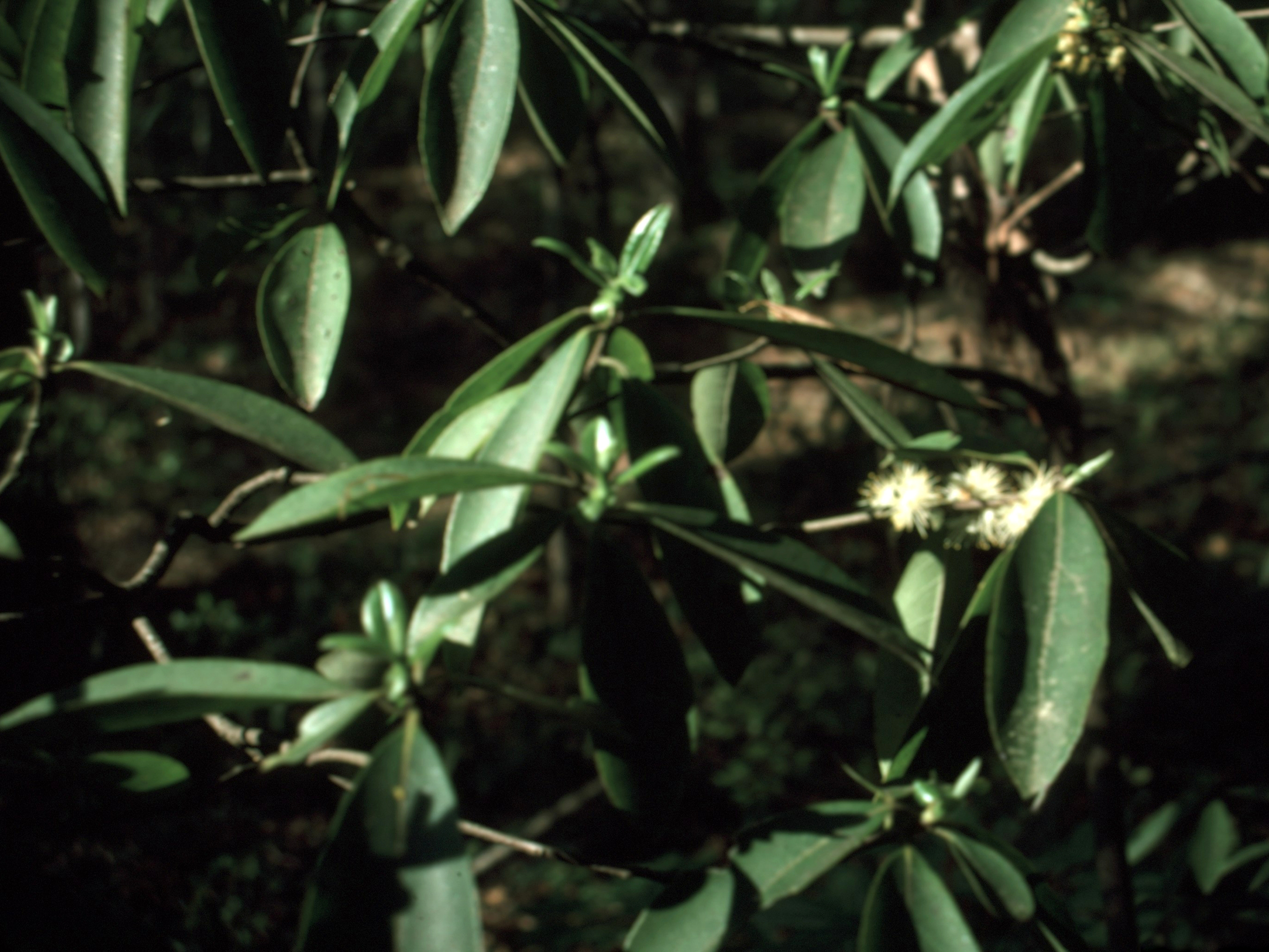
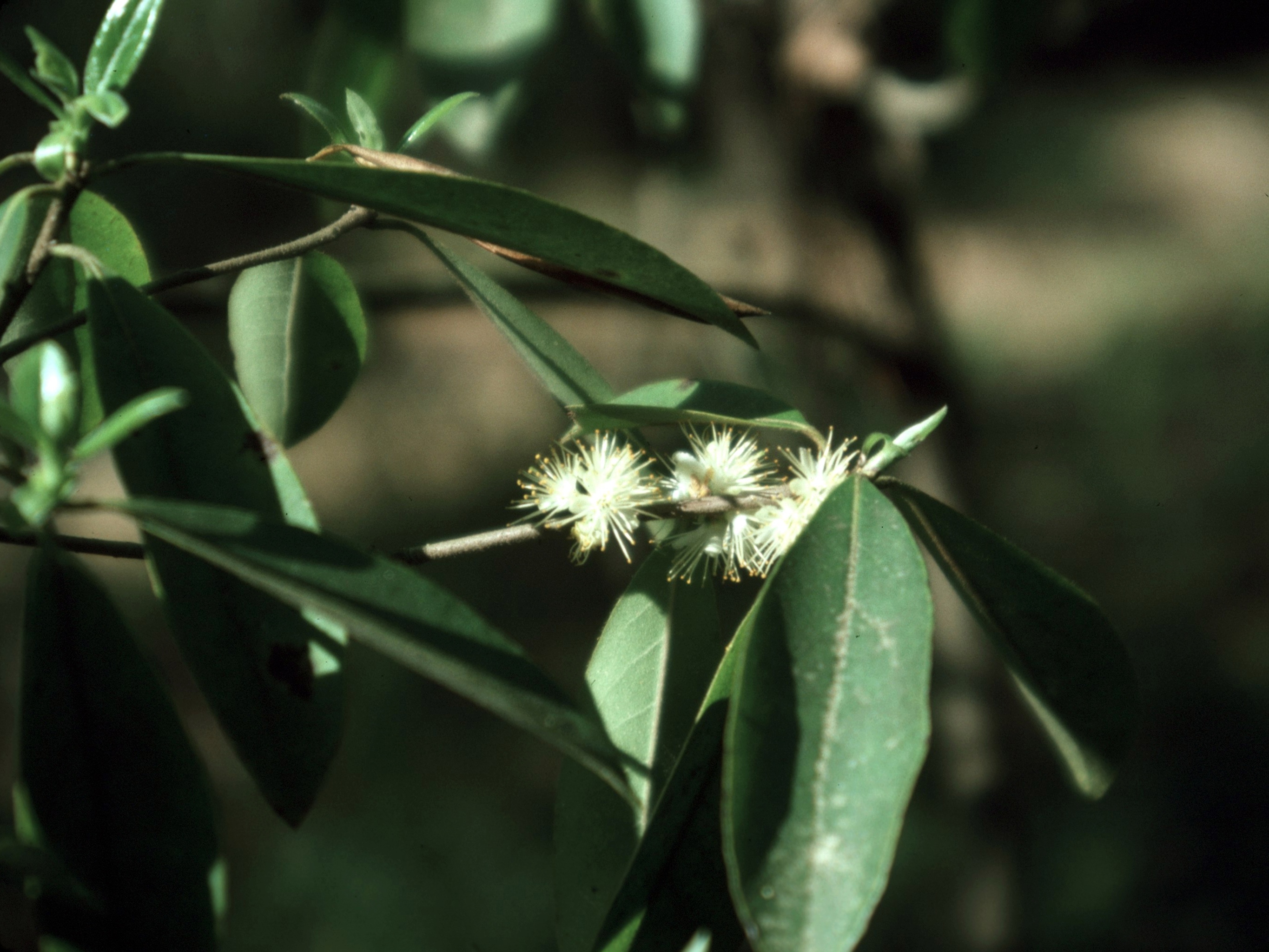